# Reale Società Ginnastica Torino
Die Reale Società Ginnastica Torino war ein Sportverein, der am 17. März 1844 in Turin vom Zürcher Rudolf Oberman gegründet wurde. Oberman wurde von Carlo Alberto di Savoia nach Turin berufen, um hier den Schülern der Militärakademie die Gymnastik näherzubringen. Die Società Ginnastica Torino war der erste Gymnastikverein überhaupt in Italien. Ab 1933 durfte sich der Verein, mit der Erlaubnis von Viktor Emanuel III. Reale Società Ginnastica Torino nennen.

## Fußballabteilung
Ginnastica Torino war ein italienischer Fußballverein aus der Stadt Turin (Region Piemont). Der Verein wurde 1897 gegründet. Die Farben der Mannschaft waren anfangs rot und blau, später bei der Teilnahme an der italienischen Meisterschaft dann bordeaux-weiß.
1897 wurde die Fußballabteilung der Ginnastica Torino gegründet. Ein Jahr später nahm die Reale Società Ginnastica Torino an der ersten Austragung der Italienischen Fußballmeisterschaft (Serie A) teil. Dabei scheiterte man im Halbfinale am späteren Meister Genua 1893.
Ginnastica Torino nahm an den ersten vier Serie A –Meisterschaften teil. Dabei waren keine herausragenden Ergebnisse zu verzeichnen. Auch für die Meisterschaft 1902 schrieb man sich ein, jedoch gab man bei allen Partien forfait.

## Sportliche Chronologie
- 1898: Halbfinalist
- 1899: Niederlage im Ausscheidungsspiel
- 1900: 3. Platz in den Ausscheidungsspielen der Region Piemont
- 1901: Niederlage in den Ausscheidungsspielen der 1. Runde
- 1902: Forfait